# Therese Huber
Therese Huber (ur. 7 maja 1764, zm. 15 czerwca 1829) – niemiecka dziewiętnastowieczna pisarka.

## Życie
Therese Huber urodziła się jako Therese Heyne w Getyndze jako córka wybitnego filologa Christiana Gottloba Heyne. W roku 1785 wyszła za mąż za podróżnika i etnologa Georga Forstera. W latach 1785–1787 mieszkali w Wilnie, a w latach 1788-1792 w Getyndze oraz w Moguncji. Małżeństwo to, często borykające się z trudnościami materialnymi, nie układało się dobrze, jednak dochowało się trójki dzieci. Po wyjeździe Forstera do Paryża, gdzie pełnił on rolę reprezentanta Republiki Mogunckiej, Therese razem ze swoim, mieszkającym z Forsterami pod jednym dachem, kochankiem Ludwigiem Ferdinandem Huberem przeniosła się do Neuchâtel. Niestety warunki życiowe w nowym miejscu były trudne. Therese spotkała Forstera ostatni raz w roku 1793. Wtedy przed swoim ostatnim wyjazdem do Paryża Georg zgodził się na rozwód. Wkrótce potem w styczniu 1794 umarł i Therese mogła wyjść za mąż za dotychczasowego kochanka bez zbędnych formalności.
W 1798 przez kilka tygodni para mieszkała w Moguncji, gdzie znany wydawca Johann Friedrich Cotta zatrudnił Hubera jako redaktora gazety Neueste Weltenkunde. Następnie wraz z redakcją przenieśli się do Stuttgartu, gdzie ta sama gazeta była wydawana pod nowym tytułem Allgemeine Zeitung, a Huber został jej redaktorem naczelnym. Po śmierci Hubera w roku 1804 Therese przeniosła się ona z córką ze Stuttgartu do Ulm. W 1816 powróciła do Stuttgartu, gdzie J. F. Cotta powierzył jej redagowanie gazety Morgenblatt, którą z powodzeniem prowadziła do listopada 1823, gdy przeprowadziła się do Augsburga, aby objąć redakcję porannej gazety tego samego wydawcy, do czego jednak nie doszło. Zmarła w Augsburgu w 1829. Spośród dziesięciorga jej dzieci, z których sześcioro dożyło wieku dorosłego, najbardziej znany był reformator społeczny Victor Aimé Huber.

## Utwory
Therese Huber pisała powieści, nowele oraz opisy podróży. Początkowo jej utwory były wydawane pod nazwiskiem jej męża Ludwiga. Dodatkowo pracowała ona jako redaktor, tłumacz i eseista czasopisma Morgenblatt für gebildete Stände (niem. Poranne pismo dla klas edukowanych). Oprócz tego napisała około 4500, traktujących o rozmaitych tematach, listów do wielu ważnych osobistości jej czasów. W późniejszej części życia Huber zajmowała się redakcją prac i listów swoich obu mężów. Jej powieść Abentheuer auf einer Reise nach Neu-Holland (niem. Przygody w podróży do Nowej Holandii) była drukowana w latach 1793-1794 odcinkami w kobiecym magazynie Flora. Część akcji rozgrywała się na wyspie Norfolk. Było to pierwsze pojawienie się tej wyspy w beletrystyce. Georg Forster był jednym z pierwszych Europejczyków, którzy postawili nogę na Norfolk, gdy została odkryta w październiku 1774 w trakcie trwania drugiej podróży Cooka. Therese oparła swoje opisy na treści Reise um die Welt.

## Publikacje
(po niemiecku)
- Abentheuer auf einer Reise nach Neu-Holland. "Teutschlands Töchtern geweiht", Tübingen 1793; angielskie tłumaczenie Rodney Livingstone, Adventures on a Journey to New Holland, red. Leslie Bodi, Melbourne 1966.
- Die Familie Seldorf. Eine Geschichte (2 Bände), Tübingen 1795/96.
- Luise – oder ein Beitrag zur Geschichte der Konvenienz. Leipzig 1796.
- Erzählungen (3 Bände), Braunschweig 1801–02.
- L. F. Hubers sämtliche Werke seit dem Jahr 1802, nebst seiner Biographie. Bd. 1–2. Tübingen 1806–10, +Fortsetzungen 1819.
- Bemerkungen über Holland – aus dem Reisejournal einer deutschen Frau, Leipzig 1811.
- Ellen Percy, oder Erziehung durch Schicksale (2 Bände), Leipzig 1822.
- Johann Georg Forsters Briefwechsel. Nebst einigen Nachrichten von seinem Leben (2 Bände), Leipzig 1829.
- Die Ehelosen (2 Bände), Leipzig 1829.
- Die Weihe der Jungfrau bei ihrem Eintritt in die größere Welt, Leipzig [1831].
- Erzählungen von Therese Huber. Hrsg. von Victor Aimé Huber (6 Bände), Leipzig 1830–34.